# Kumilzsenszkajai járás

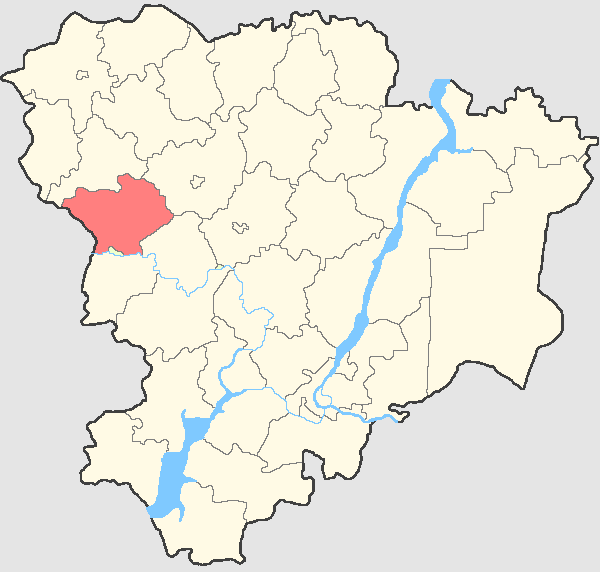
A Kumilzsenszkajai járás a Volgográdi területen

A Kumilzsenszkajai járás (oroszul Кумылженский район) Oroszország egyik járása a Volgográdi területen. Székhelye Kumilzsenszkaja.

## Népesség
- 1989-ben 23 647 lakosa volt.
- 2002-ben 23 499 lakosa volt.
- 2010-ben 21 425 lakosa volt, melyből 19 564 orosz, 326 török, 319 örmény, 169 mari, 165 ukrán, 98 mordvin, 97 fehérorosz, 71 csecsen, 63 tatár, 59 csuvas, 49 kazah, 48 azeri, 47 ezid, 47 német, 46 cigány, 27 udmurt, 25 üzbég, 24 tadzsik, 14 lezg, 13 avar, 13 moldáv, 11 grúz stb.